# Calcio ai Giochi della VII Olimpiade - Convocazioni

## Belgio
Allenatore:  William Maxwell
| N. | Pos. | Giocatore            | Data nascita (età)         | Pres. | Squadra              |
| -- | ---- | -------------------- | -------------------------- | ----- | -------------------- |
|    | P    | Jean De Bie          | 9 maggio 1892 (28 anni)    |       | Racing Bruxelles     |
|    | P    | Léon Vandermeiren    | 8 gennaio 1896 (24 anni)   |       | Daring Bruxelles     |
|    | D    | Leopold De Groof     | 2 febbraio 1896 (24 anni)  |       | Anversa              |
|    | D    | Armand Swartenbroeks | 30 giugno 1892 (28 anni)   |       | Daring Bruxelles     |
|    | D    | Oscar Verbeeck       | 6 giugno 1891 (29 anni)    |       | Union Saint-Gilloise |
|    | C    | Désiré Bastin        | 4 marzo 1900 (20 anni)     |       | Anversa              |
|    | C    | Julien Cnudde        | 22 maggio 1897 (23 anni)   |       | Union Saint-Gilloise |
|    | C    | André Fierens        | 8 febbraio 1898 (22 anni)  |       | Beerschot            |
|    | C    | Émile Hanse          | 10 agosto 1892 (28 anni)   |       | Union Saint-Gilloise |
|    | C    | Joseph Musch         | 12 ottobre 1893 (26 anni)  |       | Union Saint-Gilloise |
|    | C    | Auguste Pelsmaeker   | 15 novembre 1899 (20 anni) |       | Beerschot            |
|    | A    | Félix Balyu          | 5 agosto 1891 (29 anni)    |       | Club Bruges          |
|    | A    | Mathieu Bragard      | 10 marzo 1895 (25 anni)    |       | Verviétois           |
|    | A    | Robert Coppée        | 22 aprile 1895 (25 anni)   |       | Union Saint-Gilloise |
|    | A    | Frans Dogaer         | 6 luglio 1897 (23 anni)    |       | Malines              |
|    | A    | Georges Hebdin       | 19 aprile 1895 (25 anni)   |       | Union Saint-Gilloise |
|    | A    | Henri Larnoe         | 18 maggio 1897 (23 anni)   |       | Beerschot            |
|    | A    | Georges Michel       | 23 dicembre 1898 (21 anni) |       | Léopold              |
|    | A    | Fernand Nisot        | 11 aprile 1895 (25 anni)   |       | Léopold              |
|    | A    | Ivan Thys            | 29 aprile 1897 (23 anni)   |       | Beerschot            |
|    | A    | Louis Van Hege       | 8 maggio 1889 (31 anni)    |       | Union Saint-Gilloise |
|    | A    | Fernand Wertz        | 29 gennaio 1894 (26 anni)  |       | Anversa              |

## Cecoslovacchia
Allenatore:  John Madden
| N. | Pos. | Giocatore          | Data nascita (età)          | Pres. | Squadra         |
| -- | ---- | ------------------ | --------------------------- | ----- | --------------- |
|    | P    | Rudolf Klapka      | 24 agosto 1889 (31 anni)    |       | Viktoria Žižkov |
|    | P    | František Peyr     | 5 agosto 1896 (24 anni)     |       | Sparta Praga    |
|    | D    | Antonín Hojer      | 31 marzo 1894 (26 anni)     |       | Sparta Praga    |
|    | D    | Miroslav Pospíšil  | 27 settembre 1890 (29 anni) |       | Sparta Praga    |
|    | D    | Karel Steiner      | 26 gennaio 1895 (25 anni)   |       | Viktoria Žižkov |
|    | C    | František Kolenatý | 29 gennaio 1900 (20 anni)   |       | Sparta Praga    |
|    | C    | Josef Kuchař       | 2 aprile 1901 (19 anni)     |       | Union Žižkov    |
|    | C    | Antonín Perner     | 29 gennaio 1899 (21 anni)   |       | Sparta Praga    |
|    | C    | Karel Pešek        | 20 settembre 1895 (24 anni) |       | Sparta Praga    |
|    | C    | Emil Seifert       | 28 aprile 1900 (20 anni)    |       | Viktoria Žižkov |
|    | C    | Václav Šubrt       |                             |       | Kolín           |
|    | A    | Jaroslav Hromadník |                             |       | Union Žižkov    |
|    | A    | Antonín Janda      | 21 settembre 1892 (27 anni) |       | Sparta Praga    |
|    | A    | Otakar Mazal       | 3 giugno 1894 (26 anni)     |       | Sparta Praga    |
|    | A    | Václav Pilát       | 6 maggio 1888 (32 anni)     |       | Sparta Praga    |
|    | A    | Jan Plaček         | 5 ottobre 1894 (25 anni)    |       | Sparta Praga    |
|    | A    | Josef Sedláček     | 15 dicembre 1893 (26 anni)  |       | Sparta Praga    |
|    | A    | Jan Vaník          | 11 aprile 1892 (28 anni)    |       | Slavia Praga    |

## Danimarca
Allenatore:  John Carr
| N. | Pos. | Giocatore            | Data nascita (età)         | Pres. | Squadra |
| -- | ---- | -------------------- | -------------------------- | ----- | ------- |
|    | P    | Poul Graae           | 20 ottobre 1899 (20 anni)  |       | KB      |
|    | P    | Sophus Hansen        | 16 novembre 1889 (30 anni) |       | Frem    |
|    | D    | Steen Blicher        | 11 gennaio 1899 (21 anni)  |       | KB      |
|    | D    | Vilhelm Jørgensen    | 27 maggio 1897 (23 anni)   |       | B 1903  |
|    | D    | Nils Middelboe       | 18 ottobre 1887 (32 anni)  |       | Chelsea |
|    | D    | Svend Ringsted       | 30 agosto 1893 (26 anni)   |       | AB      |
|    | D    | Fritz Tarp           | 2 agosto 1899 (21 anni)    |       | B.93    |
|    | C    | Gunnar Aaby          | 9 luglio 1895 (25 anni)    |       | AB      |
|    | C    | Paul Berth           | 7 aprile 1890 (30 anni)    |       | AB      |
|    | C    | Christian Grøthan    | 19 novembre 1890 (29 anni) |       | B.93    |
|    | C    | Jens Jensen          | 15 novembre 1890 (29 anni) |       | B 1903  |
|    | C    | Ivar Lykke           | 7 marzo 1889 (31 anni)     |       | KB      |
|    | C    | Kristian Middelboe   | 24 marzo 1881 (39 anni)    |       |         |
|    | C    | Samuel Thorsteinsson | 1º gennaio 1893 (27 anni)  |       | AB      |
|    | A    | Bernhard Andersen    | 5 febbraio 1892 (28 anni)  |       | Frem    |
|    | A    | Leo Dannin           | 26 marzo 1898 (22 anni)    |       | KB      |
|    | A    | Holger Forchhammer   |                            |       |         |
|    | A    | Carl Hansen          | 17 maggio 1898 (22 anni)   |       | B 1903  |
|    | A    | Viggo Jørgensen      | 8 agosto 1899 (21 anni)    |       | B 1903  |
|    | A    | Poul Nielsen         | 25 dicembre 1891 (28 anni) |       | KB      |
|    | A    | Alf Olsen            | 3 settembre 1893 (26 anni) |       | KB      |
|    | A    | Michael Rohde        | 3 marzo 1884 (36 anni)     |       | B.93    |

## Egitto
Allenatore:  Hussein Hegazi
| N. | Pos. | Giocatore        | Data nascita (età)          | Pres. | Squadra           |
| -- | ---- | ---------------- | --------------------------- | ----- | ----------------- |
|    | P    | Mahmoud Marei    |                             |       | Mokhtalat         |
|    | P    | Kamel Taha       | 1º gennaio 1897 (23 anni)   |       | Al-Ahly           |
|    | D    | Mohamed El-Sayed |                             |       | Al-Sekka Al-Hadid |
|    | D    | Mohamed Gaber    |                             |       | Mokhtalat         |
|    | D    | Abdelsalam Hamdy | 1º gennaio 1894 (26 anni)   |       | Mokhtalat         |
|    | C    | Ali El-Hassani   | 1º gennaio 1897 (23 anni)   |       | Mokhtalat         |
|    | C    | Gamil Osman      |                             |       | Al-Ahly           |
|    | C    | Riad Shawki      | 1º gennaio 1893 (27 anni)   |       | Al-Ahly           |
|    | A    | Sayed Abaza      |                             |       | Al-Ahly           |
|    | A    | Tewfik Abdullah  | 23 giugno 1896 (24 anni)    |       | Al-Ahly           |
|    | A    | Hassan Allouba   |                             |       | Tersana           |
|    | A    | Hussein Hegazi   | 14 settembre 1891 (28 anni) |       | Al-Ahly           |
|    | A    | Khalil Housni    |                             |       | Al-Ahly           |
|    | A    | Mahmoud Mokhtar  |                             |       | Al-Ahly           |
|    | A    | Zaki Osman       |                             |       | Al-Ahly           |
|    | A    | Abbas Safwat     |                             |       | Al-Ahly           |

## Francia
Allenatore:  Frederick Pentland
| N. | Pos. | Giocatore          | Data nascita (età)          | Pres. | Squadra           |
| -- | ---- | ------------------ | --------------------------- | ----- | ----------------- |
|    | P    | Jean Le Bidois     |                             |       | Sotteville        |
|    | P    | Albert Parsys      | 2 giugno 1890 (30 anni)     |       | Tourcoing         |
|    | D    | Édouard Baumann    | 4 marzo 1895 (25 anni)      |       | RC France         |
|    | D    | Léon Huot          | 31 dicembre 1898 (21 anni)  |       | CA Vitry          |
|    | D    | Pierre Mony        | 23 marzo 1896 (24 anni)     |       | Boulogne          |
|    | D    | Alfred Roth        | 30 novembre 1890 (29 anni)  |       | AS Strasburgo     |
|    | C    | Jean Batmale       | 18 settembre 1895 (24 anni) |       | USA Clichy        |
|    | C    | Philippe Bonnardel | 28 luglio 1899 (21 anni)    |       | Gallia Club       |
|    | C    | Pierre Gastiger    |                             |       | Levallois         |
|    | C    | Maurice Gravelines | 17 luglio 1891 (29 anni)    |       | Olympique Lillois |
|    | C    | François Hugues    | 13 agosto 1896 (24 anni)    |       | Red Star          |
|    | C    | Maurice Leroux     |                             |       | Dieppe            |
|    | C    | René Petit         | 8 ottobre 1899 (20 anni)    |       | Stade Bordelais   |
|    | A    | Henri Bard         | 29 aprile 1892 (28 anni)    |       | CA Paris          |
|    | A    | Oscar Bongard      |                             |       | AS Strasburgo     |
|    | A    | Jean Boyer         | 2 febbraio 1901 (19 anni)   |       | CASG              |
|    | A    | Jules Dewaquez     | 9 marzo 1899 (21 anni)      |       | O. Parigi         |
|    | A    | Raymond Dubly      | 5 novembre 1893 (26 anni)   |       | Roubaix           |
|    | A    | Maurice Gastiger   | 3 ottobre 1896 (23 anni)    |       | Levallois         |
|    | A    | André Lassalle     |                             |       | Stade Bordelais   |
|    | A    | Paul Nicolas       | 4 novembre 1899 (20 anni)   |       | Red Star          |

## Grecia
Allenatore:  Giōrgos Kalafatīs
| N. | Pos. | Giocatore              | Data nascita (età)        | Pres. | Squadra            |
| -- | ---- | ---------------------- | ------------------------- | ----- | ------------------ |
|    | P    | Dīmītrīs Demertzīs     |                           |       | Panathīnaïkos      |
|    | P    | Antonis Fotiadis       | 1º gennaio 1899 (21 anni) |       | Paniōnios          |
|    | D    | Agamemnōn Gkilīs       | 1º gennaio 1891 (29 anni) |       | Paniōnios          |
|    | D    | Nikolaos Kaloudīs      | 1º gennaio 1899 (21 anni) |       | Ethnikos Pireo     |
|    | C    | Sōtīrīs Despotopoulos  |                           |       | Paniōnios          |
|    | C    | Dīmītrīs Gōtīs         | 1º gennaio 1899 (21 anni) |       | Apollōn Smyrnīs    |
|    | C    | Apostolos Nikolaïdīs   | 1º gennaio 1896 (24 anni) |       | Panathīnaïkos      |
|    | C    | Chrīstos Peppas        | 1º gennaio 1899 (21 anni) |       | Ethnikos Pireo     |
|    | A    | Giannīs Andrianopoulos | 1º gennaio 1900 (20 anni) |       | Ethnikos Pireo     |
|    | A    | Giōrgos Andrianopoulos | 1º gennaio 1903 (17 anni) |       | Piraïkos Syndesmos |
|    | A    | Giorgos Hatziandreou   | 1º gennaio 1899 (21 anni) |       | Piraïkos Syndesmos |
|    | A    | Theodōros Dīmītriou    | 1º gennaio 1898 (22 anni) |       | Paniōnios          |
|    | A    | Giōrgos Kalafatīs      | 1º gennaio 1890 (30 anni) |       | Panathīnaïkos      |
|    | A    | Theodoros Nikolaidis   | 1º gennaio 1891 (29 anni) |       | Goudi Atene        |
|    | A    | Vasilīs Samios         |                           |       | Apollōn Smyrnīs    |
|    | A    | Giannis Stavropoulos   |                           |       | Panathīnaïkos      |

## Italia
Allenatore:  Giuseppe Milano
| N. | Pos. | Giocatore             | Data nascita (età)          | Pres. | Squadra      |
| -- | ---- | --------------------- | --------------------------- | ----- | ------------ |
|    | P    | Piero Campelli        | 20 dicembre 1893 (26 anni)  |       | Inter        |
|    | P    | Giuseppe Giacone      | 1º dicembre 1900 (19 anni)  |       | Juventus     |
|    | D    | Antonio Bruna         | 14 febbraio 1895 (25 anni)  |       | Juventus     |
|    | D    | Gracco De Nardo       | 24 settembre 1893 (26 anni) |       | Spes Genova  |
|    | D    | Renzo De Vecchi       | 3 febbraio 1894 (26 anni)   |       | Genoa        |
|    | D    | Virginio Rosetta      | 24 febbraio 1902 (18 anni)  |       | Pro Vercelli |
|    | C    | Guido Ara             | 28 giugno 1888 (32 anni)    |       | Pro Vercelli |
|    | C    | Emilio Badini         | 4 agosto 1897 (23 anni)     |       | Bologna      |
|    | C    | Adolfo Baloncieri     | 27 luglio 1897 (23 anni)    |       | Alessandria  |
|    | C    | Luigi Burlando        | 23 gennaio 1899 (21 anni)   |       | Andrea Doria |
|    | C    | Adevildo De Marchi    | 16 marzo 1894 (26 anni)     |       | Andrea Doria |
|    | C    | Giuseppe Forlivesi    | 28 marzo 1894 (26 anni)     |       | Modena       |
|    | C    | Cesare Lovati         | 25 dicembre 1894 (25 anni)  |       | Milan        |
|    | C    | Mario Meneghetti      | 4 febbraio 1893 (27 anni)   |       | Novara       |
|    | C    | Giuseppe Parodi       | 17 dicembre 1892 (27 anni)  |       | Pro Vercelli |
|    | C    | Ettore Reynaudi       | 4 novembre 1895 (24 anni)   |       | Novara       |
|    | A    | Guglielmo Brezzi      | 24 dicembre 1898 (21 anni)  |       | Genoa        |
|    | A    | Pio Ferraris          | 19 maggio 1899 (21 anni)    |       | Juventus     |
|    | A    | Giustiniano Marucco   | 22 agosto 1899 (21 anni)    |       | Novara       |
|    | A    | Rinaldo Roggero       | 1º gennaio 1891 (29 anni)   |       | Savona       |
|    | A    | Aristodemo Santamaria | 9 febbraio 1892 (28 anni)   |       | Genoa        |
|    | A    | Enrico Sardi          | 1º aprile 1891 (29 anni)    |       | Genoa        |

## Jugoslavia
Allenatore:  Veljko Ugrinić
| N. | Pos. | Giocatore          | Data nascita (età)          | Pres. | Squadra            |
| -- | ---- | ------------------ | --------------------------- | ----- | ------------------ |
|    | P    | Nikola Stanković   |                             |       | BSK Belgrado       |
|    | P    | Dragutin Vrđuka    | 3 aprile 1895 (25 anni)     |       | Građanski Zagabria |
|    | D    | Mihailo Jovanović  |                             |       | Jugoslavija        |
|    | D    | Branimir Porobić   | 5 gennaio 1901 (19 anni)    |       | BSK Belgrado       |
|    | D    | Rudolf Rupec       | 17 settembre 1895 (24 anni) |       | Građanski Zagabria |
|    | D    | Jaroslav Šifer     | 12 agosto 1895 (25 anni)    |       | Građanski Zagabria |
|    | D    | Stanko Tavčar      | 2 febbraio 1898 (22 anni)   |       | Iliria Lubiana     |
|    | D    | Vjekoslav Župančić | 7 febbraio 1900 (20 anni)   |       | HAŠK Zagabria      |
|    | C    | Artur Dubravčić    | 15 settembre 1894 (25 anni) |       | Concordia Zagabria |
|    | C    | Josip Scholz       | 1º gennaio 1898 (22 anni)   |       | Concordia Zagabria |
|    | C    | Nikola Simić       | 2 dicembre 1897 (22 anni)   |       | BSK Belgrado       |
|    | C    | Dragutin Vragović  | 1º gennaio 1901 (19 anni)   |       | Građanski Zagabria |
|    | A    | Slavin Cindrić     | 1º gennaio 1901 (19 anni)   |       | Građanski Zagabria |
|    | A    | Ivan Granec        | 1º gennaio 1897 (23 anni)   |       | Građanski Zagabria |
|    | A    | Andreja Kojić      | 28 agosto 1896 (24 anni)    |       | BSK Belgrado       |
|    | A    | Emil Perška        | 28 agosto 1897 (23 anni)    |       | Građanski Zagabria |
|    | A    | Jovan Ružić        | 12 dicembre 1898 (21 anni)  |       | Jugoslavija        |

## Lussemburgo
Allenatore: commissione tecnica
| N. | Pos. | Giocatore          | Data nascita (età)          | Pres. | Squadra                  |
| -- | ---- | ------------------ | --------------------------- | ----- | ------------------------ |
|    | P    | Charles Krüger     | 9 marzo 1896 (24 anni)      |       | Fola Esch                |
|    | P    | Jean Valin         | 21 maggio 1899 (21 anni)    |       | Hollerich Bonnevoie      |
|    | D    | Jos Koetz          | 29 maggio 1897 (23 anni)    |       | Fola Esch                |
|    | D    | Rémy               |                             |       | The National Schifflange |
|    | D    | Thomas Schmit      | 26 aprile 1894 (26 anni)    |       | Hollerich Bonnevoie      |
|    | C    | Émile Hamilius     | 16 maggio 1897 (23 anni)    |       | Fola Esch                |
|    | C    | Kelsen             |                             |       | Fola Esch                |
|    | C    | Camille Schumacher | 6 maggio 1896 (24 anni)     |       | Fola Esch                |
|    | C    | Michel Ungeheuer   | 16 giugno 1890 (30 anni)    |       | Hollerich Bonnevoie      |
|    | A    | Robert Elter       | 20 aprile 1899 (21 anni)    |       | Sporting Luxembourg      |
|    | A    | Ch. Kieffer        |                             |       | Jeunesse Esch            |
|    | A    | J. Kieffer         |                             |       | Fola Esch                |
|    | A    | François Langers   | 16 marzo 1896 (24 anni)     |       | Jeunesse Esch            |
|    | A    | Arthur Leesch      | 23 gennaio 1894 (26 anni)   |       | Hollerich Bonnevoie      |
|    | A    | Jean Massard       | 17 settembre 1897 (22 anni) |       | Hollerich Bonnevoie      |
|    | A    | Léon Metzler       | 4 giugno 1896 (24 anni)     |       | Young Boys Diekirch      |

## Norvegia
Allenatore:  James McPherson
| N. | Pos. | Giocatore            | Data nascita (età)          | Pres. | Squadra           |
| -- | ---- | -------------------- | --------------------------- | ----- | ----------------- |
|    | P    | Alf Lagesen          | 24 giugno 1897 (23 anni)    |       | Drammens          |
|    | P    | Sigurd Wathne        | 12 febbraio 1898 (22 anni)  |       | Brann             |
|    | D    | Otto Aulie           | 27 settembre 1894 (25 anni) |       | Lyn Oslo          |
|    | D    | John Johnsen         | 17 marzo 1895 (25 anni)     |       | Brann             |
|    | D    | Per Skou             | 20 maggio 1891 (29 anni)    |       | Lyn Oslo          |
|    | C    | Gunnar Andersen      | 18 marzo 1890 (30 anni)     |       | Lyn Oslo          |
|    | C    | Erich Graff-Wang     | 15 ottobre 1902 (17 anni)   |       | Ready             |
|    | C    | Asbjørn Halvorsen    | 3 dicembre 1898 (21 anni)   |       | Sarpsborg         |
|    | C    | Ellef Mohn           | 13 agosto 1894 (26 anni)    |       | Frigg             |
|    | C    | Alexander Olsen      | 5 marzo 1899 (21 anni)      |       | Brann             |
|    | C    | Adolph Wold          | 30 settembre 1892 (27 anni) |       | Ready             |
|    | A    | Rolf Aas             | 12 ottobre 1891 (28 anni)   |       | Mercantile        |
|    | A    | Arne Andersen        | 21 aprile 1900 (20 anni)    |       | Kvik Fredrikshald |
|    | A    | Einar Gundersen      | 20 settembre 1896 (23 anni) |       | Odd Grenland      |
|    | A    | Johnny Helgesen      | 1º gennaio 1897 (23 anni)   |       | Kvik Fredrikshald |
|    | A    | Per Holm             | 10 gennaio 1899 (21 anni)   |       | Sarpsborg         |
|    | A    | Michael Paulsen      | 1º marzo 1899 (21 anni)     |       | Ørn               |
|    | A    | Rolf Semb-Thorstvedt | 3 aprile 1898 (22 anni)     |       | Frigg             |
|    | A    | Einar Wilhelms       | 2 agosto 1895 (25 anni)     |       | Fredrikstad       |

## Paesi Bassi
Allenatore:  Fred Warburton
| N. | Pos. | Giocatore         | Data nascita (età)          | Pres. | Squadra          |
| -- | ---- | ----------------- | --------------------------- | ----- | ---------------- |
|    | P    | Dick MacNeill     | 7 gennaio 1898 (22 anni)    |       | HVV              |
|    | P    | Henk Tempel       |                             |       | HVV Tubantia     |
|    | D    | Harry Dénis       | 28 agosto 1896 (24 anni)    |       | HBS              |
|    | D    | Eb van der Kluft  | 23 maggio 1889 (31 anni)    |       | Blauw-Wit        |
|    | D    | Ben Verweij       | 31 agosto 1895 (24 anni)    |       | Haarlem          |
|    | C    | Koos Boerdam      | 9 giugno 1892 (28 anni)     |       | VOC              |
|    | C    | Leo Bosschart     | 24 agosto 1888 (32 anni)    |       | Quick Den Haag   |
|    | C    | Jan de Vries      | 2 marzo 1896 (24 anni)      |       | PEC Zwolle       |
|    | C    | Frits Kuipers     | 11 luglio 1899 (21 anni)    |       | Haarlem          |
|    | C    | Herman Legger     | 7 luglio 1895 (25 anni)     |       | Be Quick 1887    |
|    | C    | Henk Steeman      | 15 gennaio 1894 (26 anni)   |       | Sparta Rotterdam |
|    | C    | Evert van Linge   | 19 novembre 1895 (24 anni)  |       | Be Quick 1887    |
|    | A    | Arie Bieshaar     | 15 marzo 1899 (21 anni)     |       | Haarlem          |
|    | A    | Evert Bulder      | 24 dicembre 1894 (25 anni)  |       | Be Quick 1887    |
|    | A    | Jaap Bulder       | 27 settembre 1896 (23 anni) |       | Be Quick 1887    |
|    | A    | Jan de Natris     | 13 novembre 1895 (24 anni)  |       | Ajax             |
|    | A    | Ber Groosjohan    | 16 giugno 1897 (23 anni)    |       | VOC              |
|    | A    | Piet Peereboom    |                             |       | HBS              |
|    | A    | Tinus van Beurden | 30 aprile 1893 (27 anni)    |       | Willem II        |
|    | A    | Jan van Dort      | 25 maggio 1889 (31 anni)    |       | Ajax             |
|    | A    | Oscar van Rappard | 2 aprile 1896 (24 anni)     |       | HBS              |
|    | A    | Felix von Heijden | 11 aprile 1890 (30 anni)    |       | Quick Nijmegen   |

## Regno Unito
Allenatore:  George Latham
| N. | Pos. | Giocatore          | Data nascita (età)         | Pres. | Squadra                  |
| -- | ---- | ------------------ | -------------------------- | ----- | ------------------------ |
|    | P    | James Mitchell     | 18 novembre 1897 (22 anni) |       | Università di Manchester |
|    | P    | G. Wiley           | 31 dicembre 1899 (20 anni) |       | Belmont Mines Athletic   |
|    | D    | Basil Gates        |                            |       | London Caledonians       |
|    | D    | Arthur Knight      | 7 settembre 1887 (32 anni) |       | Portsmouth               |
|    | D    | John Payne         | 31 dicembre 1899 (20 anni) |       | Leytonstone              |
|    | D    | Humphrey Ward      | 20 febbraio 1899 (21 anni) |       | Università di Oxford     |
|    | C    | George Atkinson    |                            |       | Bishop Auckland          |
|    | C    | Jack Brennan       | 13 dicembre 1891 (28 anni) |       | Manchester City          |
|    | C    | Charles Harbridge  | 15 luglio 1891 (29 anni)   |       | Reading                  |
|    | C    | Kenneth Hunt       | 24 febbraio 1884 (36 anni) |       | Corinthian               |
|    | A    | Harry Buck         | 1º gennaio 1894 (26 anni)  |       | Millwall                 |
|    | A    | Charlie Bunyan     | 22 novembre 1892 (27 anni) |       | Chelsea                  |
|    | A    | H.A. Hambleton     | 31 dicembre 1899 (20 anni) |       | Corinthian               |
|    | A    | Wesley Harding     | 25 febbraio 1886 (34 anni) |       | Cambridge University     |
|    | A    | Kenneth Hegan      | 24 gennaio 1901 (19 anni)  |       | Corinthian               |
|    | A    | C.R. Julian        | 31 dicembre 1899 (20 anni) |       | Old Westminster          |
|    | A    | Frederick Nicholas | 25 luglio 1893 (27 anni)   |       | Corinthian               |
|    | A    | Herbert Prince     | 14 gennaio 1892 (28 anni)  |       | Royal Army Medical Corps |
|    | A    | Richard Sloley     | 20 agosto 1891 (29 anni)   |       | Corinthian               |

## Spagna
Allenatore:  Francisco Bru
| N. | Pos. | Giocatore          | Data nascita (età)         | Pres. | Squadra         |
| -- | ---- | ------------------ | -------------------------- | ----- | --------------- |
|    | P    | Agustín Eizaguirre | 7 gennaio 1897 (23 anni)   |       | Real Sociedad   |
|    | P    | Ricardo Zamora     | 21 gennaio 1901 (19 anni)  |       | Barcellona      |
|    | D    | Mariano Arrate     | 12 agosto 1892 (28 anni)   |       | Real Sociedad   |
|    | D    | Manuel Carrasco    | 27 gennaio 1894 (26 anni)  |       | Real Sociedad   |
|    | D    | Luis Otero         | 22 ottobre 1893 (26 anni)  |       | Vigo Sporting   |
|    | D    | Pedro Vallana      | 29 novembre 1897 (22 anni) |       | Arenas Getxo    |
|    | C    | Juan Artola        | 3 settembre 1885 (34 anni) |       | Real Sociedad   |
|    | C    | Belauste           | 3 settembre 1889 (30 anni) |       | Athletic Bilbao |
|    | C    | Ramón Eguiazábal   | 14 aprile 1896 (24 anni)   |       | Real Unión      |
|    | C    | Román Emery        |                            |       | Real Unión      |
|    | C    | Sabino             | 11 dicembre 1897 (22 anni) |       | Athletic Bilbao |
|    | C    | Josep Samitier     | 2 febbraio 1902 (18 anni)  |       | Barcellona      |
|    | C    | Agustín Sancho     | 18 luglio 1896 (24 anni)   |       | Barcellona      |
|    | A    | Acedo              | 6 giugno 1898 (22 anni)    |       | Athletic Bilbao |
|    | A    | Ramón González     |                            |       | Vigo Sporting   |
|    | A    | Moncho Gil         | 16 agosto 1897 (23 anni)   |       | Vigo Sporting   |
|    | A    | Pagaza             | 30 ottobre 1895 (24 anni)  |       | Arenas Getxo    |
|    | A    | Patricio           | 17 marzo 1893 (27 anni)    |       | Real Unión      |
|    | A    | Pichichi           | 23 maggio 1892 (28 anni)   |       | Athletic Bilbao |
|    | A    | Félix Sesúmaga     | 12 ottobre 1898 (21 anni)  |       | Barcellona      |
|    | A    | Silverio           | 31 agosto 1897 (22 anni)   |       | Real Sociedad   |
|    | A    | Joaquin Vázquez    | 9 novembre 1897 (22 anni)  |       | Racing Ferrol   |

## Svezia
Allenatore:  Anton Johansson
| N. | Pos. | Giocatore               | Data nascita (età)          | Pres. | Squadra         |
| -- | ---- | ----------------------- | --------------------------- | ----- | --------------- |
|    | P    | Sven Klang              |                             |       | Marieberg       |
|    | P    | Robert Zander           | 18 settembre 1895 (24 anni) |       | Örgryte         |
|    | D    | Fritjof Hillén          | 19 maggio 1893 (27 anni)    |       | GAIS            |
|    | D    | Valdus Lund             | 4 aprile 1895 (25 anni)     |       | IFK Göteborg    |
|    | D    | Vidar Stenborg          | 24 maggio 1894 (26 anni)    |       | IFK Eskilstuna  |
|    | D    | Karl Svensson           |                             |       | IFK Göteborg    |
|    | D    | John Torstensson        | 1º gennaio 1896 (24 anni)   |       | Malmö FF        |
|    | C    | Karl Gustafsson         | 16 settembre 1888 (31 anni) |       | Djurgården      |
|    | C    | Nils Karlsson           | 26 gennaio 1900 (20 anni)   |       | GAIS            |
|    | C    | Bertil Nordenskjöld     | 24 maggio 1891 (29 anni)    |       | Djurgården      |
|    | C    | Albert Öijermark        | 16 febbraio 1900 (20 anni)  |       | Djurgården      |
|    | C    | Rune Wenzel             | 4 gennaio 1901 (19 anni)    |       | GAIS            |
|    | C    | Ragnar Wicksell         | 26 settembre 1892 (27 anni) |       | Djurgården      |
|    | A    | Rune Bergström          | 5 settembre 1891 (28 anni)  |       | AIK             |
|    | A    | Fritz Carlsson          |                             |       | IFK Eskilstuna  |
|    | A    | Albin Dahl              | 2 gennaio 1900 (20 anni)    |       | Landskrona BoIS |
|    | A    | Erik Dahlström          | 26 giugno 1894 (26 anni)    |       | IFK Eskilstuna  |
|    | A    | Einar Halling-Johansson | 14 ottobre 1893 (26 anni)   |       | Marieberg       |
|    | A    | Erik Hjelm              | 22 maggio 1893 (27 anni)    |       | IFK Göteborg    |
|    | A    | Herbert Karlsson        | 8 agosto 1896 (24 anni)     |       | IFK Göteborg    |
|    | A    | Albert Olsson           | 28 novembre 1896 (23 anni)  |       | GAIS            |
|    | A    | Mauritz Sandberg        | 15 novembre 1895 (24 anni)  |       | IFK Göteborg    |